# Genista depressa
Genista depressa är en ärtväxtart som beskrevs av Friedrich August Marschall von Bieberstein. Genista depressa ingår i släktet ginster, och familjen ärtväxter. Inga underarter finns listade i Catalogue of Life.